# Piedelpoggio
Piedelpoggio, frazione del comune di Leonessa, posta ai piedi del Monte Catabio, appartiene al Sesto di Poggio e dista circa 5,10 km dal capoluogo.

## Amministrazione civica
Attraverso l'Università agraria o Sestiere, la frazione gode di autonomia per l'amministrazione separata dei beni di uso civico.
L'Università Agraria di Piedelpoggio fa parte della Comunità Montana Montepiano Reatino.

## Storia
La frazione di Piedelpoggio è situata a sud-est poco distante dal centro di Leonessa, al quale è collegata dalla strada Riovalle attraverso il bivio del ponte omonimo. L'antica via di collegamento con il Comune capoluogo è tuttavia un'altra, la cosiddetta 'Via Leonessa', che costituisce oggi solo una strada secondaria e sebbene assai poco curata, continua ancora a svolgere con efficienza le funzioni per cui fu aperta.
L'abitato si sviluppa alla base di due imponenti rilievi, il Monte Catabio a sud ed il Monte Tilia ad est, tanto da lasciar supporre che il nome "Piedelpoggio" possa derivare dalla sua particolare collocazione pedemontana. Da questo toponimo potrebbe inoltre essere derivato il nome dell'antico Sesto il 'Sesto di Poggio' di cui la frazione fece parte in passato insieme a quelle di Albaneto e Villa Immagine, a dimostrazione della particolare importanza che essa rivestì nell'ambito di questo territorio.
Le sue antiche origini si riscontrano già nella struttura dell'insediamento (risalente probabilmente all'anno 1000 ricostruito poi in seguito al terremoto del 1703 che distrusse quasi tutti i nuclei abitati dell'altopiano), tra l'altro simile alla gran parte delle frazioni della zona; si tratta di un pittoresco nucleo abitato tutto raccolto lungo la via principale, ancora lastricata a sampietrini, dedicata ad Angelo Felice Maccheroni, pastore e poeta che ebbe i suoi natali proprio in questa frazione e diventato famoso per aver celebrato la vita dei cosiddetti vargari, i conduttori di greggi.
Alle porte del paese sulla Piazza Luigi Risa, si affaccia la chiesa parrocchiale dedicata alla Madonna del Cerreto il cui nome pare derivi dal ritrovamento della statua(in legno), in un bosco presso la località omonima, che risale al 1659, come risulta da un'epigrafe posta all'interno della cripta sottostante.
Percorrendo la via principale si entra nel cuore del paese, ancora intatto nella sua struttura originaria, costituita da strette abitazioni che si sviluppano su più livelli, a cominciare dalla base che in passato veniva adibita a stalle, mentre l'accesso ai piani superiori è sempre costituito da scale, coperte con tetti e chiuse da muri laterali. Nulla è lasciato al caso, nemmeno i più piccoli passaggi fra le case tutti corredati di un nome che suona sempre di tono importante, scolpito su targhe marmoree.
Lungo il percorso la strada si apre e forma tre piccole piazze, dall'aspetto familiare e accogliente, aventi la duplice funzione di luoghi di incontro e di mercato specie d'estate, animate dai turisti e dagli anziani residenti che si riuniscono per giocare a carte. Ma lungo la strada si scorgono anche i vecchi forni comuni ancora oggi utilizzati dagli abitanti del paese, mentre delle antiche botteghe (ancora negli anni '70 il paese contava tre generi alimentari, una fiaschetteria, due macellerie ed una tabaccheria) è rimasta ormai solo qualche traccia di insegna sui muri.
Diverso il paesaggio circostante al nucleo abitato, assai meno curato, che gli abitanti utilizzano per chiare funzioni di servizio: una serie di piccoli orti recintati con materiale povero, fatiscenti baracche e ricoveri per il bestiame, prefabbricati per la rimessa dei mezzi agricoli. Due aspetti di un unico paese in passato ben più ricco ed organizzato rispetto allo stato attuale, penalizzato nella sua espansione urbanistica dai numerosi vincoli paesaggistici imposti che ne hanno causato la progressiva decadenza ed una forte riduzione demografica.
Le condizioni igieniche della popolazione, fino ai primi anni '60 non sono troppo felici. Le famiglie vivevano in abitazioni mal costruite e quasi sempre insufficienti a dare asilo a tutti i membri che le compongono. I vani abitati sono bassi, con finestre di piccolissime dimensioni, coperti con soffitti di legname sconnessi e logorati dal tempo. Il tipo medio di abitazione si componeva come segue: al piano terra era situata la stalla che generalmente era adibita al ricovero del bestiame dell'azienda(vacche, muli, asini, pecore, capre), bassa il più delle volte seminterrata, coperta con soffitto di legno rustico. Adiacente alla stalla si trovava un altro vano adibito a magazzino per la conservazione di tutti i prodotti dell'azienda. Al primo piano, al quale si accedeva generalmente per mezzo di una scala di legno o di rozza muratura, si trovava la cucina e due o tre camere ad uso abitazione per i componenti della famiglia ed il fienile sopra la stalla. I materiali impiegati nelle costruzioni sono pietrame calcareo e malta di calce, legname di cerro o faggio, coppi di argilla e mattoni di pavimentazione pure in argilla.
Del resto la storia economica di Piedelpoggio non è molto diversa da quella delle altre frazioni del versante orientale; la presenza dei due rilievi immediatamente a ridosso del paese ne ha sempre condizionato le attività produttive, basate prevalentemente sull'allevamento ovino e caprino e sul taglio dei boschi. In passato era molto diffuso l'allevamento dei bovini da latte e da carne; una famiglia tipo di Piedelpoggio possedeva in media due vacche da lavoro, un asino, due o tre pecore e qualche capra. Secondo un'antica consuetudine, il bestiame appartenente ad ogni singola famiglia veniva riunito ogni giorno nella piazza principale del paese e portato al pascolo dai padroni secondo un turno prestabilito, in rapporto al numero di capi posseduto da ciascuno.
La 'piega', come veniva chiamata questa consuetudine dagli antichi pastori, è stata praticata fino ai primi anni '70, quando il dilagare della 'maltese' portò ad una drastica riduzione dei capi costringendo gli allevatori a vendere anche quelli rimasti. Nelle terre destinate alla semina gli allevatori potevano accedere con il loro bestiame solo in un determinato periodo dell'anno compreso tra la fine di luglio e la prima metà di marzo. Su queste terre di uso collettivo tutti potevano collaborare alla rimessa del grano: il terreno veniva suddiviso in tre are adibite alla trebbiatura e l'ara stabilita poteva trovarsi sul terreno di chiunque.
Il trasporto del grano avveniva con asini da carico per mezzo di un particolare strumento, collocato sul dorso dell'animale, che in gergo veniva definito 'carriola', costituita da una struttura in legno sulla quale veniva steso un telo o lenzuolo nelle cui anse veniva posto il grano da trasportare. Prima dell'avvento della meccanizzazione la trebbiatura veniva praticata con l'ausilio degli animali pesanti che, disposti al centro di un'ara mattonata', procedevano al pestaggio delle spighe e solo in un secondo momento le donne provvedevano a separarlo dalla pula e a riempire i sacchi per il trasporto e l'immagazzinamento.
Tuttavia dagli anni '50 le sorti dell'agricoltura erano già state segnate dall'apertura dell'industria del legno BOSI, una vera e propria calamita per i lavoratori che dalle frazioni del comprensorio si erano riversati al centro del capoluogo, determinando il progressivo spopolamento dei campi. I capi di bestiarne sono stati sensibilmente ridotti di numero in conseguenza alla drastica diminuzione della popolazione residente, in gran parte trasferitasi a Roma.
Tuttavia l'uso collettivo dei fondi agricoli continua a garantire ancora oggi un pascolo omogeneo che altrimenti sarebbe impedito dall'estremo frazionamento dei terreni.
Costituita in Università Agraria nel 1929 insieme a quelle di S. Vito ed Albaneto, Piedelpoggio rappresenta ancora una delle realtà frazionali più vitali nell'ambito del Comune di Leonessa, vantando una lunga storia di autonomia nell'amministrazíone del proprio territorio (il termine università deriva da "universitas civium" vale a dire la totalità dei cittadini che costituiscono un comune e pertanto va inteso come sinonimo di quest'ultimo, cioè un insieme formato da famiglie e da individui che sottostanno ad un medesimo diritto societario uniformandosi ad esso come unico corpo politico ideale).
Per gli anni immediatamente successivi alla costituzione dell'Università agraria la scarsità di notizie e di documenti in gran parte distrutti durante il conflitto mondiale (*), ha impedito una ricostruzione fedele della sua storia amministrativa, sebbene essa annoveri una lunga serie di interventi pubblici di notevole portata per le condizioni storiche in cui furono intrapresi.
(*) Nelle premesse alla delibera di Consiglio n. Il del 28.12.1952, relativa al 'Riepilogo vecchie contabilità per sanatoria non esistenti dal 1929 al 1948' viene dichiarato quanto segue: " Constatato che i documenti contabili riferentisi agli esercizi dal 1929 al 1943, depositati presso l'Ufficio Assistenza dei Comune di Leonessa, vennero completamente distrutti, insieme ad altro carteggio, dai tedeschi che si erano installati nel Palazzo Comunale,nel periodo 31 marzo 8 aprile 1944, come rilevasi dall'unito atto di notorietà; a riprova della totale mancanza di documenti relativi a questo periodo.
Nella sede dell'Amministrazione è conservato con cura l'unico registro delle deliberazioni scampato alla distruzione, risalente al 1944, mentre tutto il resto della documentazione è successivo al 1949. Ciononostante il materiale raccolto ha notevolmente contribuito a far luce su molti aspetti della vita sociale e della storia recente della frazione.
Al 19 luglio del 1947 risale la prima delibera riguardante la costruzione dell'acquedotto, opera motivata dall'estrema necessità per la vita degli uomini e degli animali (1), come fu dichiarato nelle premesse del documento, alla cui realizzazione parteciparono economicamente tutti gli abitanti della frazione. In seguito ad accordi precedenti l'Università Agraria di Piedelpoggio affidava al Comune di Leonessa l'incarico di far redigere il progetto per la costruzione dell'acquedotto Leonessa-Piedelpoggio, dal quale sarebbe derivato il tronco a sé stante per la frazione.
L'amministrazione di Piedelpoggio si impegnava a rimborsare al Comune ogni spesa sostenuta, nonché a contribuire mediante una quota da stabilirsi in rapporto all'entità dei lavori; per affrontare la spesa essa avrebbe provveduto alla vendita di un bosco.
(1) Delibera di Consiglio n. 5 del 19.7.1947, 'Costruzione acquedotto frazione Piedelpoggio"
Nel 1950 l'Amministrazione, ancora in attesa della realizzazione del primo tronco dell'acquedotto comunale per l'alimentazione del proprio serbatoio, deliberò (delibera consiglio n. 10 del 14.08.1950) di revocare il precedente affidamento dei lavori al Comune (fatto con delibera n. 6 bis del 3.9.1947), e di eseguire in economia diretta i lavori di ricerca di sorgenti per l'integrazione idrica della frazione.
L'opera fu eseguita più tardi in seguito ad una indagine tecnica con la quale era stata rilevata la presenza di sorgenti denominate 'Fonte Monna' nei pressi della conduttura già esistente della frazione, la cui portata avrebbe integrato il fabbisogno idrico dell'abitato.
L'amministrazione di Piedelpoggio si occupò anche della manutenzione delle strade interne del paese che, intrapresa nel 1948, costituì per l'Amministrazione un'importante occasione per "lenire la disoccupazione locale", per la quale "gli stessi cittadini si sono prodigati con entusiasmo prestando molte ore gratuite"(2).
Nel 1949 essa provvedeva all'acquisto di uno stabile "da adibire ad uso scuola e che avrebbe fornito i locali per l'ufficio dell'Università stessa e per l'ufficio postale" (3).
(2) Deliberazione n. 8 del 23.10.1948, 'Spesa riparazione strade interne del paese'
(3) Deliberazione n. 2 del 23.03.1949, 'Acquisto fabbricato per la scuola. Modifica deliberazione n. 9 dei 20.11,1948'
L'acquisto dello stabile determinò una vera svolta nella vita sociale della frazione che da allora avrebbe potuto usufruire di servizi fondamentali per il suo sviluppo. Al 1950 risale infatti l'istituzione della "ricevitoria postale" di Piedelpoggio, per la quale l'Università agraria si assunse il formale impegno di fornire i locali e l'arredamento "senza limiti di tempo e gratuitamente"(4). Negli anni '50 l'amministrazione si occupò anche della installazione di un impianto "fonotelegrafico"(5), della riparazione della fontana vecchia del paese risalente al 1660 e della costruzione di un abbeveratoio in località "Strada Riovalle". (6)
Numerosi altri interventi furono effettuati nel paese nei primi anni Cinquanta, come la sistemazione della strada "Riovalle Piedelpoggio", la pavimentazione interna del paese e il miglioramento dei pascoli montani, segno di una particolare vitalità che è andata gradualmente diminuendo nel tempo. La storia di Piedelpoggio ci dimostra quanto possa incidere nella vita economica e sociale di una frazione il forte senso di appartenenza al proprio territorio da parte dei suoi abitanti spesso posti di fronte alle difficoltà della sopravvivenza.
(4) Deliberazione n. 1 del 18.1.1950, 'Istituzione ricevitoria in Piedelpoggio. Fornitura locale'
(5) Deliberazione n. 16 del 06.11.1950, 'Impianto fonotelegrafico in Piedelpoggio. Liquidazione e pagamento,
(6) Deliberazione n. 17 del 10.11.1951, ' Riparazione fontana vecchia del paese e costruzione abbeveratoio in loc. Strada Riovalle'
Tuttavia, in condizioni di estrema precarietà anche il più tenace di essi è stato tentato dal cercare una via d'uscita al di fuori del proprio campanile. Ciononostante l'attuale Consiglio di amministrazione, nella persona del suo Presidente, continua a credere nelle potenzialità di crescita della propria frazione coinvolgendo i pochi residenti rimasti a conservare un patrimonio di così grande valore. Sono ancora molti gli interventi che il territorio richiede per migliorare la qualità della vita dei residenti, come la costruzione di chiuse e recinzioni, la sistemazione di strade rurali e vicinali, il rimboschimento di faggete.
Una delle proposte più ambiziose dell'Università Agraria di Piedelpoggio degli ultimi anni è rappresentata dal progetto di avviamento ad alto fusto per il bosco in Loc. Macchia Grande, per la realizzazione del quale fu richiesto un finanziamento regionale regolato dall'Obiettivo 5/b.
I risultati positivi di questo progetto, nato in seno all'amministrazione nel 1998, sono stati comunicati dallo stesso presidente con un avviso pubblicato sul periodico religioso "Leonessa e il suo Santo": "Si rende noto a tutti i cittadini della frazione di Piedelpoggio che dopo quattro lunghi anni di impegno continuo per la realizzazione del progetto inerente all'Ob. 5b (in riferimento all'avviamento ad alto fusto del bosco denominato 'Macchia Grande') e nonostante i vari e molti contrasti interni e gli innumerevoli dubbi perfino tra gli stessi amministratori, ma con un valido appoggio dei funzionari della Regione Lazio, finalmente il giorno 3 dicembre 1999 (nella sede dell'Università Agraria) alla presenza del funzionario della Regione Dott. Claudio Benvenuti, si è proceduto all'apertura delle numerose buste pervenute, e successivamente alla aggiudicazione dell'appalto all'impresa vincitrice 'Palma Verde'.
Ma, nonostante le proposte e i tentativi di miglioramento delle condizioni di vita degli abitanti, l'Università Agraria sembra rimanere isolata e priva di riscontri esterni e, soprattutto, di riconoscimento da parte di quegli enti che, per legge, sono tenuti a coadiuvare lo sviluppo montano.
(7) F. Boccanera, Presidente U. Agraria di Piedelpoggio, Avviso ai frazionisti, in "Leonessa e il suo Santo", n. 208, bim. Gen-Feb 2000. Mi auguro che questo si possa definire come il primo gradino di un prosperoso avvenire e di un risveglio della frazione stessa".